# Nederlek
Nederlek este o comună în provincia Olanda de Sud, Țările de Jos.

## Localități componente
Krimpen aan de Lek, Lekkerkerk